# Líšeň (České středohoří)
Líšeň (548 m) je zalesněný trachytový vrch v Českém středohoří. Nachází asi čtyři kilometr severně od Třebívlic u vesničky Lhota. Kuželovitý vrch s balvanovými proudy na svazích je významným bodem geomorfologického okrsku Kostomlatské středohoří.